# نوفل الطرابلسي
نوفل الطرابلسي (1227 - 1305 هـ / 1812 - 1887 م) هو أديب مترجم، من أهل طرابلس الشام.
هو نوفل بن نعمة الله بن جرجس نوفل. تلقي تعليمه في مصر. عين ترجمانا لبعض القنصليات في بيروت وكان يحسن من اللغات التركية والفرنسية.

## آثاره
من تآليفه:
- «صناجة الطرب في تقدمات العرب»
- «زبدة الصحائف في أصول المعارف»
- «سوسنة سليمان في أصول العقائد والأديان»
- «كشف اللثام في تاريخ مصر والشام»

من مترجماته:
- «أصل معتقدات الأمة الجركسية»
- «الدستور»
- «حقوق الأمم»